# エンブラエル EMB 110
エンブラエル EMB-110
「バンデイランテ」
ライアンエアーのEMB-110
- 用途：旅客機
- 製造者：エンブラエル
- 運用者**TAM航空
  - 西瀬戸エアリンク
  - ラロトンガ航空
  - ライアンエアー
  - ほか
- 初飛行：1968年10月26日（原型機）[1]
- 生産数：500
- 運用開始：1973年4月16日（民間型）[1]
- 運用状況：運用中

エンブラエル EMB 110 バンデイランテ（Embraer EMB 110 Bandeirante）は、ブラジルのエンブラエルが製造した双発ターボプロップの汎用機である。

## 概要

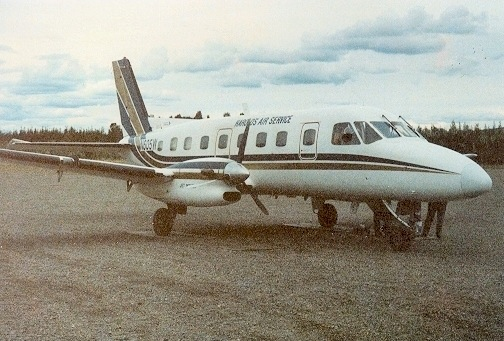
TAM航空のエンブラエルEMB110

ブラジル空軍が、ビーチC-45の後継となる汎用機として計画した機体で、1966年中盤から開発が始まり、原型機は1968年に完成して10月26日に初飛行した。1970年6月には軍用型のYC-95原型機が初飛行し、その後旅客機のプロトタイプが1972年8月9日に初飛行している。
1972年末からは輸送・捜索救難型であるC-95の量産が開始された。量産機は試作機より全長が延長されて客席が増え、より強力なエンジンを搭載したほか、機体形状もより洗練されたものになっている。
商業路線には、トランス・ブラジル航空で1973年4月16日に就航した。
その後様々な軍民様々な派生型が製造されたが、大型化した後継機EMB 120が登場したために、1990年に製造が終了した。1968年から1990年まで軍民あわせて500機生産され、同社を世界的航空機メーカーに躍進させた旅客機である。
愛称は「バンデイランテ（別名：バンデランテ）」といい、ポルトガルの植民地時代のサンパウロの奴隷狩り「エントラーダ（探検隊）」に由来し、ポルトガル語でボーイスカウトの意である。

## 性能
- 乗員:2[1]
- 乗客:22[1]
- 全長:14.23 m[1]
- 全幅:15.32 m[1]
- 高さ:4.13 m[1]
- 自重: 2,920 kg[1]
- 最大離陸重量: 5,100 kg[1]
- 巡航速度:418.6 km/h（高度3,000 m）[1]
- 航続距離:1,852 km[1]
- エンジン: Pratt & Whitney Canada PT6A-27 ターボプロップエンジン(680 shp)[1]

## 主なユーザー
- TAM航空
- 西瀬戸エアリンク
- ラロトンガ航空
- ブラジル空軍
- コロンビア空軍 - 1992年12月に、高官輸送用としてEMB-110P1Aを2機導入[2]。
- ガボン空軍 - 1機のEMB-111を発注し、1981年に納入された[3]。2024年時点で保管状態[4]。

## 日本のバンデイランテ
日本では、西瀬戸エアリンクによって1987年4月に西中国・四国と東九州の地方都市である広島空港（現在の広島西飛行場）、松山空港、大分空港の各空港を結ぶ三角形状の航空路線に就航した。この時の機体は海外で運用されていた中古機であった。
その後同社は営業不振のため撤退し、路線はジャルフライトアカデミー（現・ジェイエア）に移管されたが、1991年9月に後継のJS31が導入されたため退役。日本の空から姿を消した。